# Four Walls
 Four Walls és una pel·lícula estatunidenca estrenada el 1928. És un film dramatic mut dirigit per William Nigh i protagonitzada per John Gilbert, Joan Crawford, i Carmel Myers. La cinta es basa en l'obra del mateix nom de George Abbott i Dana Burnet. Four Walls és considerat com un film perdut.

## Argument
Benny Horowitz (John Gilbert), un gàngster reformat, proposa matrimoni a Bertha (Carmel Myers), una veïna que l'havia visitat mentre que ell complia la seva condemna. Bertha rebutja la seva proposta perquè creu que encara està enamorat de Freida (Joan Crawford), antiga companya de Benny. Durant una festa en què Freida busca posar gelós a Benny amb un antic rival, Benny torna a prendre el control de la direcció de la banda. Després de la mort accidental del seu rival, Benny i Bertha marxen junts i comencen una nova vida.

## Repartiment
- John Gilbert: Benny
- Joan Crawford: Frieda
- Vera Gordon: Mare de Benny
- Carmel Myers: Bertha
- Robert Emmett O'Connor: Sullivan
- Louis Natheaux: Monk
- Jack Byron: Duke Roma